# Sant Miquel de Surri
Sant Miquel de Surri és un oratori del poble de Surri, en el terme municipal de Vall de Cardós, a la comarca del Pallars Sobirà, dins de l'antic terme de Ribera de Cardós.
Està situat dins del mateix nucli de població de Surri.
Es tracta de les restes d'una petita església romànica, de nau única.